# Havasi sisakvirág

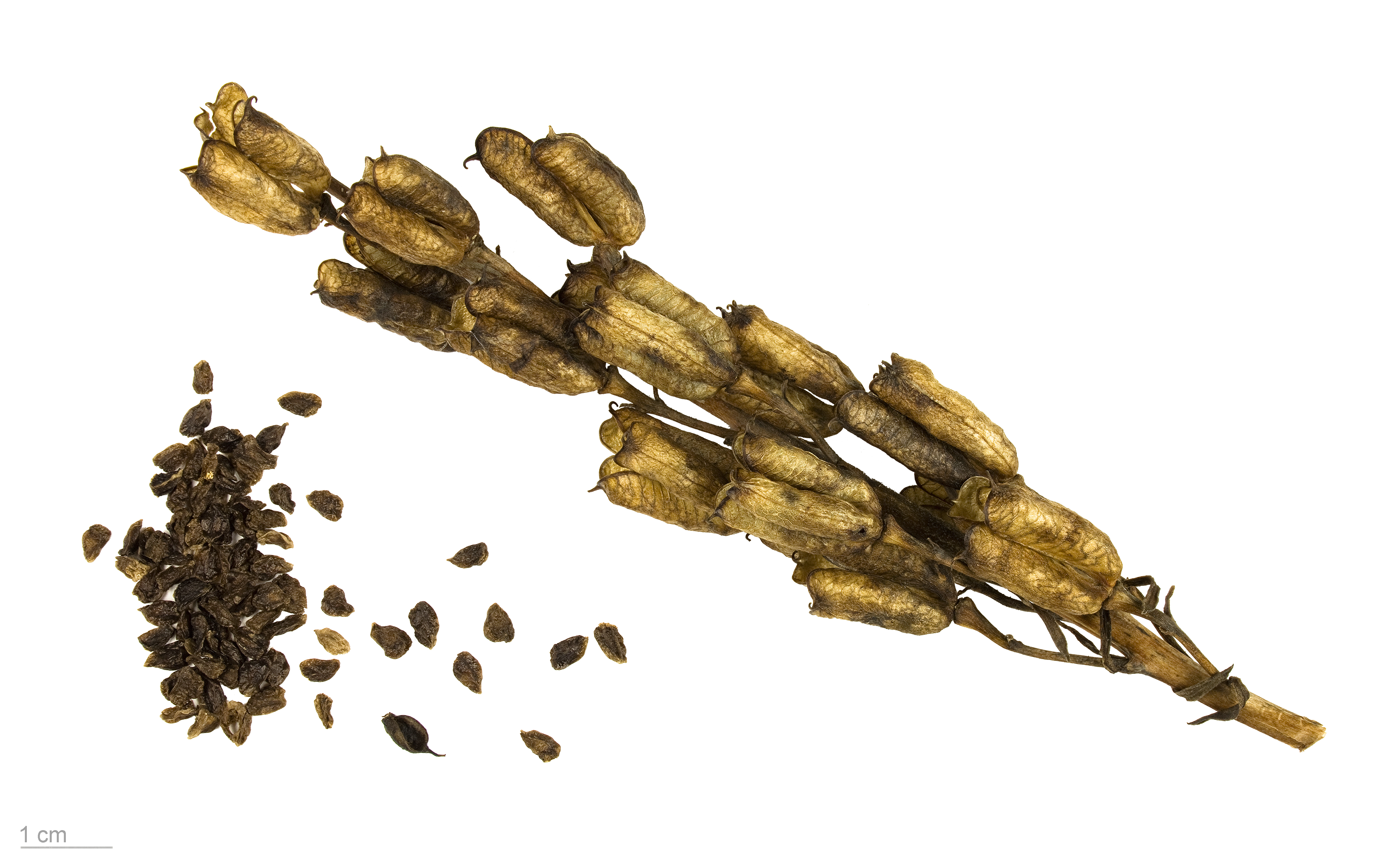
Termései és magjai

A havasi sisakvirág vagy alpesi sisakvirág (Aconitum napellus) a boglárkafélék (Ranunculaceae) családjába, a sisakvirág (Aconitum) nemzetségbe tartozó évelő növényfaj. Egyéb elnevezései: kék sisakvirág, farkasfű, farkasgyökér, tetűfű, Katika-sisakvirág.

## Élőhelye
Hegyvidéken, főleg patakok környékén találkozhatunk vele. Európa hegyvidékein tömegével nő, de nagyon elterjedt; a Himalája, Szibéria és Észak-Amerika hegyeiről is említik.

## Leírása
Embernagyságúra is megnőhet, levele ölbefogó, levélkéje szárnyasan szabdalt. Kékeslila színű virága magas fürtökben virágzik. Répaforma két szürke-barna gumója van (ezért napellus, azaz répácska), az egyik a virágzó szárat hajtja, azután összezsugorodik, a másik pedig a jövő esztendei hajtás rügyét viseli.
Legmérgezőbb a gyökere (Aconiti radix), mérgező azonban az egész növény: diterpén-alkaloidokat, elsősorban akonitint tartalmaz.

## Felhasználása
A sisakvirágból elsősorban az érzéstelenítőszerként használt akonitin nevű drogot nyerik - láz, neuralgia és artritisz ellen használják. 
Könnyű hozzáférhetősége és gyakori előfordulása miatt volt a méregkeverők kedvenc növénye. A mérge olyan erős, hogy már csupán a bőrrel való érintkezés során képes bejutni a szervezetbe, nagy hólyagokat és duzzanatokat okozva. A mérgezés tünetei közvetlenül a fogyasztása után jelentkeznek. A mérgezett egész teste lázban ég, hányás, görcsök és bénulás lép fel. Később szédülés, fejfájás jelentkezik, a pulzus helyreállíthatatlan és hamarosan bekövetkezik a szívverés vagy a légzés leállása.